# Nicolas Berlinger
Nicolas Berlinger (* 10. Oktober 1987 in Trimbach) ist ein ehemaliger Schweizer Unihockeyspieler. 

## Karriere

### Verein
Berlinger begann seine Karriere bei SATUS Trimbach und wechselte später zum UHC StaWi Olten. Dort spielte er bis 2007 in der U21-Mannschaft der Oltner. Daraufhin wechselte er in den Nachwuchs des SV Wiler-Ersigen. Bei Wiler-Ersigen absolvierte er in den U21-Mannschaft zehn Spiele und erzielte dabei zwei Tore und lieferte zwei Assists.
2010 wechselte er zum Nationalliga-A-Vertreter Kloten-Bülach Jets. In 27 Spielen erzielte er 29 Tore und 14 Assists.
Nach der starken Saison bei den Kloten-Bülach Jets wechselte er erneut zum SV Wiler-Ersigen. Dort gewann er in drei Jahren zwei Meistertitel und einen Schweizer Cup.
Nach drei Jahren bei Wiler-Ersigen zog es Berlinger 2014 zum Grasshopper Club Zürich. Mit den Grasshoppers konnte er 2016 den Meistertitel und 2017 den Schweizer Cup gewinnen. Am 15. Juni 2019 gab der Verein seinen Rücktritt bekannt. Berlinger entschied sich jedoch noch einmal eine Saison anzuhängen.

### Nationalmannschaft
2011 wurde er zum ersten Mal für die Schweizer Nationalmannschaft einberufen. Er nahm mit der Nationalmannschaft an zwei Euro Floorball Touren teil. Dabei wurde er insgesamt fünf Mal eingesetzt.
2011 wurde er ebenfalls bei zwei Testspielen gegen die finnische Unihockeynationalmannschaft eingesetzt. Dabei erzielte er seinen ersten und bisher einzigen Treffer für die Schweizer Unihockeynationalmannschaft.

## Erfolge
SV Wiler-Ersigen
- Schweizer Meister: 2012, 2014
- Schweizer Cup: 2013

Grasshopper Club Zürich
- Schweizer Meister: 2016
- Schweizer Cup: 2017